# Rambla de Gérgal
La rambla de Gérgal es una rambla del sur de España perteneciente a la vertiente mediterránea de Andalucía que transcurre por el centro de la provincia de Almería. 

## Curso
Nace en la sierra de los Filabres, en la confluencia de los barrancos de la Virgen y del Toril, a 1.050 m. de altitud, y fluye en dirección norte-sur a lo largo de unos 25 km a través de un cauce angosto de paisajes cerrados y, por ello, más húmedos que se va haciendo progresivamente más ancho enmarcado por lomas suaves de areniscas y conglomerados hasta su desembocadura en el río Andarax cerca de la población de Santa Fe de Mondújar. Atraviesa el desierto de Tabernas, donde se rodaron algunas películas durante los años 60 y 70 del siglo XX.
Es reseñable el conjunto rupestre que aparece concentrado en su curso alto, entre el Almendral y el Peñón de las Juntas. En el ámbito de la provincia de Almería se conocen numerosos abrigos con pinturas rupestres, sin embargo su localización geográfica se concentra en la comarca de los Vélez y la sierra de los Filabres, por los que los de la rambla de Gérgal son un caso aislado. Junto a la aldea abandonada de Portocarrero se encuentra un farallón rocoso llamado Friso de Portocarrero con figuras humanas esquemáticas, soliforme, trazos, manchas y restos en color rojo carmín..

## Flora y fauna
La cuenca de la rambla de Gérgal presenta un carácter semiárido con fuerte insolación, lluvias escasas muy localizadas y de carácter torrencial, lo que junto a la variabilidad de los materiales geológicos origina suelos poco evolucionados y poco profundos. El paisaje vegetal aparenta una gran pobreza, sin embargo presenta una gran diversidad florística. Cabe destacar algunos afloramientos de yesos (Yesón de Enmedio) donde viven plantas muy especializadas, denominadas gipsófitos.